# Leichtathletik-Team-Europameisterschaft 2023
| 10. Leichtathletik-Team-Europameisterschaft                | 10. Leichtathletik-Team-Europameisterschaft | 10. Leichtathletik-Team-Europameisterschaft | 10. Leichtathletik-Team-Europameisterschaft |
| ---------------------------------------------------------- | ------------------------------------------- | ------------------------------------------- | ------------------------------------------- |
|                                                            |                                             |                                             |                                             |
| Resultate First Division (Endstand nach 37 Entscheidungen) |                                             |                                             |                                             |
| Chorzów – 23. bis 25. Juni 2023 Stadion Śląski             |                                             |                                             |                                             |
| Platz                                                      | Land                                        | Land                                        | Punkte                                      |
| 01                                                         | Italien                                     | Italien                                     | 426,5                                       |
| 02                                                         | Polen                                       | Polen                                       | 402,5                                       |
| 03                                                         | Deutschland                                 | Deutschland                                 | 387,5                                       |
| 04                                                         | Spanien                                     | Spanien                                     | 353,0                                       |
| 05                                                         | Großbritannien                              | Großbritannien                              | 341,0                                       |
| 06                                                         | Niederlande                                 | Niederlande                                 | 339,5                                       |
| 07                                                         | Frankreich                                  | Frankreich                                  | 337,5                                       |
| 08                                                         | Portugal                                    | Portugal                                    | 315,0                                       |
| 09                                                         | Tschechien                                  | Tschechien                                  | 303,5                                       |
| 10                                                         | Schweden                                    | Schweden                                    | 283,0                                       |
| 11                                                         | Finnland                                    | Finnland                                    | 282,5                                       |
| 12                                                         | Schweiz                                     | Schweiz                                     | 263,0                                       |
| 13                                                         | Griechenland                                | Griechenland                                | 256,5                                       |
| 14                                                         | Belgien                                     | Belgien                                     | 250,0                                       |
| 15                                                         | Türkei                                      | Türkei                                      | 245,0                                       |
| 16                                                         | Norwegen                                    | Norwegen                                    | 223,0                                       |
| ← Bydgoszcz 2019                                           | ← Bydgoszcz 2019                            | Madrid 2025 →                               | Madrid 2025 →                               |
|  abgestiegen in die Second Division der nächsten Team-EM   |                                             |                                             |                                             |

Das Stadion Śląski im Jahr 2017

Die 10. Leichtathletik-Team-Europameisterschaft, kurz auch Team-EM, wurde im Rahmen der Europaspiele 2023. im Stadion Śląski der polnischen Stadt Chorzów mit jeweils 37 Disziplinen (18 Männer, 18 Frauen, 1 Mixed) in den einzelnen Ligen ausgetragen. Zum ersten Mal waren die Wettkämpfe gemeinsam mit vielen anderen Sportarten Teil von Europaspielen. Die Teams der First Division traten vom 23. bis 25. Juni an, die Wettbewerbe der anderen drei Ligen fanden vom 20. bis 22. Juni statt.

## Neue Einteilung der Teams
Die Anzahl der Ligen wurde in diesem Jahr von vier auf drei gekürzt. Die Teilnehmerzahlen in den einzelnen sogenannten Divisionen erhöhte sich dadurch teilweise ganz erheblich, was den Überblick über Wettkampfstände und Verlauf der Veranstaltung schwieriger machte.
Aufgrund seiner Dopingpraktiken, ausführlich nachgewiesen und dargestellt im McLaren-Report, blieb die Nation Russland, die in der untersten Division hätte antreten müssen, weiterhin von der Teilnahme ausgeschlossen. Auch die Aufarbeitung des Staatsdopings in diesem Land genügte nicht den international gestellten Ansprüchen.
Mit Belarus und Athletic Association of Small States of Europe (AASSE) waren zwei Teams in diesem Jahr nicht mehr dabei. Zur Teilnahme meldeten sich Irland, Israel und Österreich zurück. Zum ersten Mal nahm Liechtenstein – zuvor im Team AASSE integriert – mit einer eigenen Mannschaft teil.
Die einzelnen Divisionen setzten sich aus folgenden Nationen zusammen:
- First Division (16 Teams): Deutschland, Belgien, Finnland, Frankreich, Griechenland, Großbritannien, Italien, Niederlande, Norwegen, Polen, Portugal, Schweden, Schweiz, Spanien, Tschechien, Türkei[1]
- Second Division (16 Teams): Bulgarien, Dänemark, Estland, Island, Kroatien, Lettland, Litauen, Luxemburg, Moldawien, Rumänien, Serbien, Slowakei, Slowenien, Ungarn, Ukraine, Zypern[2]
- Third Division (15 Teams): Albanien, Andorra, Armenien, Aserbaidschan, Bosnien und Herzegowina, Georgien, Irland, Israel, Kosovo, Liechtenstein, Malta, Montenegro, Nordmazedonien, Österreich, San Marino[3]

## Modus
Im Wettbewerbskatalog kam es diesmal zu folgenden Änderungen:
- Der 3000-Meter-Lauf sowie die 4-mal-400-Meter-Staffel wurden sowohl bei den Frauen als auch bei den Männern gestrichen.
- Neu ins Programm kam die 4-mal-400-Meter-Staffel als Mixed-Wettbewerb.

Die Team-EM wurde in Jahren mit Olympischen Sommerspielen und nach 2014 auch in Jahren mit Leichtathletik-Europameisterschaften nicht ausgetragen. Das heißt Leichtathletik-Team-Europameisterschaften fanden nach 2014 weiterhin nur in ungeraden Jahren statt.
Jede Nation war in jeder Disziplin durch jeweils einen Athleten bzw. eine Staffel vertreten. Die Wertungssystematik wurde angewendet wie zuvor: Die Nation des Siegers einer Disziplin erhält in der Team-EM jeweils eine mit der Zahl der Teilnehmer identische Punktzahl, abnehmend bis zur Nation des Letztplatzierten mit einem Punkt. Männer und Frauen werden für das Endresultat gemeinsam gewertet.
Mit der Reduzierung von vier auf drei Ligen – nun bezeichnet als „Divisionen“ – gab es wie oben beschrieben einen großen Umbruch. Die Zuordnung der Mannschaften in die jeweilige Division war nach dem Abschneiden der vergangenen Team-EM vorgenommen worden.
Unverändert übernommen wurde die zur Straffung der Veranstaltung im Europacup 1997 eingeführte und 2011 erweiterte Praxis mit Regeländerungen:
- Vertikale Sprünge: Wie üblich erfolgt das Ausscheiden nach drei Fehlversuchen bei einer Höhe. Darüber hinaus ist der Wettkampf für jeden Springer nach insgesamt vier individuellen Fehlversuchen beendet. Steht ein Springer als Sieger fest, darf er so lange weiterspringen, bis er drei Fehlsprünge hintereinander aufweist.
- Horizontale Sprünge/Kugelstoßen/Wurfdisziplinen: Jeder Athlet hat nur maximal vier Versuche. Alle Sportler erreichen die dritte Runde. Die vier danach Bestplatzierten erhalten einen weiteren Versuch. Alle Teilnehmer mit mindestens einem gültigen Versuch erhalten Punkte.

Die Durchführung und das Wertungssystem der Einzelrennen, die komplett in Bahnen zu absolvieren waren (100, 200, 400 Meter, 100 Meter Hürden, 110 Meter Hürden, 400 Meter Hürden) wurde in allen Ligen über zwei Zeitläufe praktiziert, aus der sich dann die Gesamtreihenfolge der jeweiligen Disziplin ergab. Aufgrund der nun teilweise deutlich erhöhten Teilnehmerzahl in den einzelnen Ligen wurde auch im Rennen über 800 Meter so verfahren wie in den kürzeren Laufdisziplinen. Darüber hinaus wurden der Hoch- und Stabhochsprung in jeweils zwei Gruppen gleichzeitig auf verschiedenen Anlagen ausgetragen. In den anderen technischen Disziplinen erhöhten sich die Wartezeiten der Athleten auf ihren Sprung, Stoß oder Wurf sehr deutlich.

## Das deutsche Team
Der Deutsche Leichtathletik-Verband (DLV) verbesserte sich vom vierten Platz bei der letzten Austragung der Team-EM auf Rang drei. Nur 2010 (damals Rang drei), 2019 (Rang zwei) und 2021 (Rang vier) hatte die deutsche Mannschaft den Wettbewerb nicht als Sieger beendet.

## Sportliche Leistungen
Italien krönte sich zum ersten Mal zum Sieger der Leichtathletik-Team-Europameisterschaft. Titelverteidiger und Gastgeber Polen kam vor dem viermaligen Sieger Deutschland auf den zweiten Platz. Die drei Absteiger aus der ersten Division waren am Ende Belgien, die Türkei und Norwegen.
In der dritten Division machte sich die Albanerin Luiza Gega mit ihren beiden ersten Plätzen über 5000 Meter und 3000 Meter Hindernis zur erfolgreichsten Athletin in der Geschichte der Leichtathletik-Team-EM und erhöhte ihre Erfolgsserie auf insgesamt elf Siege.
Zu den individuellen Höhepunkten an den sechs Tagen zählten die Zeit der Niederländerin Femke Bol über 400 Meter mit sehr guten 49,82 s, erzielt in der ersten Division. Sie unterbot den bisherigen Meisterschaftsrekord (CR) um 55 Hundertstelsekunden. In der zweiten Division erzielte der Slowene Kristjan Čeh ausgezeichnete 69,94 m mit dem Diskus. Er verbesserte damit den Meisterschaftsrekord seines Trainers Gerd Kanter. Weitere gute Leistungen in der ersten Division gab es mit 44,98 s über 400 Meter durch den Norweger Håvard Bentdal Ingvaldsen, mit 13,12 s über 110 Meter Hürden durch den Schweizer Jason Joseph. Der Italiener Alessandro Sibilio gewann den 400-Meter-Hürdenlauf in 48,14 s, der Grieche Miltiadis Tendoglou siegte im Weitsprung mit 8,34 m, der Schwede Daniel Ståhl gewann den Diskuswurf mit 67,25 m, der Pole Wojciech Nowicki den Speerwurf mit 79,61 m. Gut waren auch die Zeiten seiner beiden Landsfrauen Ewa Swoboda (100 Meter in 11,09 s) und Pia Skrzyszowska (100 Meter Hürden in 12,77 s).

## Ergebnisse 2. und 3.Division
| 01 | Ungarn    | 456,5 | 01 | Irland                  | 494,0 |
| 02 | Ukraine   | 435,5 | 02 | Österreich              | 373,5 |
| 03 | Litauen   | 372,5 | 03 | Israel                  | 434,0 |
| 04 | Slowenien | 372,0 | 04 | Bosnien und Herzegowina | 363,0 |
| 05 | Rumänien  | 344,0 | 05 | Malta                   | 352,5 |
| 06 | Dänemark  | 312,0 | 06 | Georgien                | 290,0 |
| 07 | Serbien   | 307,0 | 07 | Andorra                 | 276,0 |
| 08 | Slowakei  | 302,0 | 08 | Montenegro              | 258,0 |
| 09 | Kroatien  | 301,5 | 09 | Albanien                | 257,0 |
| 10 | Estland   | 298,5 | 10 | Armenien                | 255,0 |
| 11 | Bulgarien | 298,5 | 11 | Moldau                  | 273,5 |
| 12 | Zypern    | 288,0 | 12 | San Marino              | 192,0 |
| 13 | Lettland  | 283,5 | 13 | Aserbaidschan           | 180,0 |
| 14 | Island    | 246,5 | 14 | Kosovo                  | 150,0 |
| 15 | Luxemburg | 198,0 | 15 | Liechtenstein           | 032,0 |
| 16 | Moldau    | 170,0 |    |                         |       |

 qualifiziert für die nächsthöhere Division der kommenden Team-EM

 abgestiegen in die nächstuntere Division der kommenden Team-EM

## Legende
Kurze Übersicht zur Bedeutung der Symbolik – so üblicherweise auch in sonstigen Veröffentlichungen verwendet:
| CR    | Championship Record                            |
| NR    | Nationaler Rekord                              |
| WL    | Weltjahresbestleistung (World Lead)            |
| EL    | Europajahresbestleistung (Europe Lead)         |
| NU23R | Nationaler U23-Rekord                          |
| EU23L | Europajahresbestleistung U23 (Europe Lead U23) |
| PB    | Persönliche Bestleistung                       |
| SB    | Persönliche Saisonbestleistung                 |
| e     | egalisiert                                     |
| DNS   | nicht am Start (did not start)                 |
| DNF   | nicht im Ziel (did not finish)                 |
| DSQ   | disqualifiziert                                |
| NMW   | keine Weite (No Mark)                          |
| ogV   | ohne gültigen Versuch                          |
| NWI   | keine Windangabe (no wind information)         |

## First Division: Resultate der Einzeldisziplinen

### Männer

#### 100 m

##### Lauf 1
| Platz  | Athlet             | Land | Zeit (s) |
| ------ | ------------------ | ---- | -------- |
| 1 (01) | Samuele Ceccarelli | ITA  | 10,13    |
| 2 (02) | Raphael Bouju      | NED  | 10,14    |
| 3 (03) | Dominik Kopeć      | POL  | 10,16    |
| 4 (04) | Jeremiah Azu       | GBR  | 10,21    |
| 5 (05) | Robin Ganter       | GER  | 10,28    |
| 6 (07) | Jimmy Vicaut       | FRA  | 10,31    |
| 7 (10) | Samuli Samuelsson  | FIN  | 10,38    |
| 8 (14) | Kobe Vleminckx     | BEL  | 10,51    |

In Klammern: Platzierung in der Gesamtwertung aus beiden Läufen
Datum: 23. Juni
Wind: +0,6 m/s

##### Lauf 2
| Platz  | Athlet                | Land | Zeit (s) |
| ------ | --------------------- | ---- | -------- |
| 1 (06) | Ioannis Nyfandopoulos | GRC  | 10,30    |
| 2 (07) | Pascal Mancini        | CHE  | 10,31    |
| 3 (09) | Kayhan Özer           | TUR  | 10,32    |
| 4 (10) | Carlos Nascimento     | PRT  | 10,38    |
| 5 (12) | Sergio López          | ESP  | 10,40    |
| 6 (13) | Jan Veleba            | CZE  | 10,48    |
| 7 (15) | Desmond Rogo          | SWE  | 10,55    |
| 8 (16) | Jacob Vaula           | NOR  | 10,63    |

In Klammern: Platzierung in der Gesamtwertung aus beiden Läufen
Datum: 23. Juni
Wind: −0,5 m/s

#### 200 m

##### Lauf 1
| Platz | Athlet              | Land | Zeit (s) |
| ----- | ------------------- | ---- | -------- |
| 1 (1) | Ryan Zézé           | FRA  | 20,29 SB |
| 2 (2) | Albert Komański     | POL  | 20,50000 |
| 3 (3) | Filippo Tortu       | ITA  | 20,61000 |
| 4 (4) | Taymir Burnet       | NED  | 20,70000 |
| 5 (5) | Timothé Mumenthaler | CHE  | 20,79000 |
| 6 (7) | Robin Ganter        | GER  | 20,89000 |
| 7 (9) | Jan Jirka           | CZE  | 21,18000 |
| 8 (9) | Adam Clayton        | GBR  | 21,18000 |

In Klammern: Platzierung in der Gesamtwertung aus beiden Läufen
Datum: 25. Juni
Wind: −1,3 m/s

##### Lauf 2
| Platz  | Athlet                | Land | Zeit (s) |
| ------ | --------------------- | ---- | -------- |
| 1 (06) | Pol Retamal           | ESP  | 20,86    |
| 2 (08) | Viljami Kaasalainen   | FIN  | 21,17    |
| 3 (09) | Ioannis Granitsiotis  | GRC  | 21,18    |
| 4 (09) | Delvis Santos         | PRT  | 21,18    |
| 5 (13) | Batuhan Altıntaş      | TUR  | 21,19    |
| 6 (14) | Mathias Hove Johansen | NOR  | 21,27    |
| 7 (15) | Christian Iguacel     | BEL  | 21,34    |
| 8 (16) | Desmond Rogo          | SWE  | 21,46    |

In Klammern: Platzierung in der Gesamtwertung aus beiden Läufen
Datum: 25. Juni
Wind: −0,4 m/s

#### 400 m

##### Lauf 1
| Platz  | Athlet                    | Land | Zeit (s) |
| ------ | ------------------------- | ---- | -------- |
| 1 (01) | Håvard Bentdal Ingvaldsen | NOR  | 44,88 CR |
| 2 (02) | João Coelho               | PRT  | 45,05 NR |
| 3 (03) | Liemarvin Bonevacia       | NED  | 45,06 SB |
| 4 (04) | Manuel Sanders            | GER  | 45,24000 |
| 5 (05) | Alex Haydock-Wilson       | GBR  | 45,25000 |
| 6 (06) | David Sombé               | FRA  | 45,49000 |
| 7 (07) | Iñaki Cañal               | ESP  | 45,51000 |
| 8 (11) | Dylan Borlée              | BEL  | 45,82000 |

1
In Klammern: Platzierung in der Gesamtwertung aus beiden Läufen
Datum: 23. Juni

##### Lauf 2
| Platz  | Athlet               | Land | Zeit (s) |
| ------ | -------------------- | ---- | -------- |
| 1 (08) | Lorenzo Benati       | ITA  | 45,53    |
| 2 (09) | Matěj Krsek          | CZE  | 45,75    |
| 3 (10) | Lionel Spitz         | CHE  | 45,81    |
| 4 (12) | Karol Zalewski       | POL  | 45,95    |
| 5 (13) | Viljami Kaasalainen  | FIN  | 46,88    |
| 6 (14) | İlyas Çanakçı        | TUR  | 47,23    |
| 7 (15) | Kasper Kadestål      | SWE  | 47,27    |
| 8 (16) | Giorgos Lampropoulos | GRC  | 48,28    |

In Klammern: Platzierung in der Gesamtwertung aus beiden Läufen
Datum: 23. Juni

#### 800 m
| Platz  | Athlet            | Land | Zeit (min) |
| ------ | ----------------- | ---- | ---------- |
| 1 (05) | Andreas Kramer    | SWE  | 1:46,92    |
| 2 (06) | Ben Pattison      | GBR  | 1:46,94    |
| 3 (07) | Mateusz Borkowski | POL  | 1:47,18    |
| 4 (08) | Adrián Ben        | ESP  | 1:47,36    |
| 5 (09) | Yanis Meziane     | FRA  | 1:47,39    |
| 6 (11) | Catalin Tecuceanu | ITA  | 1:47,81    |
| 7 (13) | Luis Oberbeck     | GER  | 1:47,97    |
| 8 (14) | Joonas Rinne      | FIN  | 1:48,43    |

In Klammern: Platzierung in der Gesamtwertung aus beiden Läufen
Datum: 23. Juni

##### Lauf 2
| Platz  | Athlet               | Land | Zeit (min) |
| ------ | -------------------- | ---- | ---------- |
| 1 (01) | Ramon Wipfli         | CHE  | 1:46,73 PB |
| 2 (02) | Filip Šnejdr         | CZE  | 1:46,84000 |
| 3 (03) | Mehmet Çelik         | TUR  | 1:46,84 PB |
| 4 (04) | Bram Buigel          | NED  | 1:46,90000 |
| 5 (10) | José Carlos Pinto    | PRT  | 1:47,76000 |
| 6 (12) | Charidimos Xenidakis | GRC  | 1:47,91000 |
| 7 (15) | Pieter Claus         | BEL  | 1:50,03000 |
| 8 (16) | Andreas Grimerud     | NOR  | 1:54,83000 |

In Klammern: Platzierung in der Gesamtwertung aus beiden Läufen
Datum: 23. Juni

#### 1500 m
| Platz | Athlet                      | Land | Zeit (min) |
| ----- | --------------------------- | ---- | ---------- |
| 01    | Mohamed Katir               | ESP  | 3:36,95 CR |
| 02    | Isaac Nader                 | PRT  | 3:37,37000 |
| 03    | Niels Laros                 | NED  | 3:37,59000 |
| 04    | Pietro Arese                | ITA  | 3:38,13000 |
| 05    | George Mills                | GBR  | 3:38,17000 |
| 06    | Emil Danielsson             | SWE  | 3:38,34000 |
| 07    | Filip Ostrowski             | POL  | 3:38,80000 |
| 08    | Romain Mornet               | FRA  | 3:39,17000 |
| 09    | Jakub Davidík               | CZE  | 3:40,76000 |
| 10    | Stijn Baeten                | BEL  | 3:41,53000 |
| 11    | Santtu Heikkinen            | FIN  | 3:41,72000 |
| 12    | İbrahim Erata               | TUR  | 3:43,55000 |
| 13    | Esten Hansen-Møllerud Hauen | NOR  | 3:43,78000 |
| 14    | Silas Zurfluh               | CHE  | 3:43,81000 |
| 15    | Amos Bartelsmeyer           | GER  | 3:48,59000 |
| 16    | Sergios Diakostefanis       | GRC  | 3:50,57000 |

Datum: 24. Juni

#### 5000 m
| Platz | Athlet               | Land | Zeit (min)  |
| ----- | -------------------- | ---- | ----------- |
| 01    | Thierry Ndikumwenayo | ESP  | 13:25,48000 |
| 02    | Andreas Almgren      | SWE  | 13:25,70 SB |
| 03    | Yemaneberhan Crippa  | ITA  | 13:34,29 SB |
| 04    | Alexis Miellet       | FRA  | 13:51,88000 |
| 05    | Jonathan Davies      | GBR  | 13:56,11000 |
| 06    | Awet Nftalem Kibrab  | NOR  | 13:58,39000 |
| 07    | Ramazan Özdemir      | TUR  | 14:00,71000 |
| 08    | Mateusz Gos          | POL  | 14:01,67000 |
| 09    | Enzo Noel            | BEL  | 14:02,78000 |
| 10    | Eemil Helander       | FIN  | 14:07,73000 |
| 11    | Robin van Riel       | NED  | 14:13,89000 |
| 12    | Florian Bremm        | GER  | 14:14,87000 |
| 13    | Martin Zajíc         | CZE  | 14:15,57000 |
| 14    | Leon Berthold        | CHE  | 14:16,88000 |
| 15    | Marios Anagnostou    | GRC  | 14:17,29000 |
| 16    | Rúben Amaral         | PRT  | 14:48,70000 |

Datum: 23. Juni

#### 110 m Hürden

##### Lauf 1
| Platz | Athlet                  | Land | Zeit (s) |
| ----- | ----------------------- | ---- | -------- |
| 1 (1) | Jason Joseph            | CHE  | 13,12 CR |
| 2 (2) | Enrique Llopis          | ESP  | 13,44000 |
| 3 (3) | Hassane Fofana          | ITA  | 13,47000 |
| 4 (4) | Pascal Martinot-Lagarde | FRA  | 13,58000 |
| 5 (5) | Joshua Zeller           | GBR  | 13,59000 |
| 6 (6) | Max Hrelja              | SWE  | 13,62000 |
| 7 (7) | Elmo Lakka              | FIN  | 13,67000 |
| 8 (9) | Krzysztof Kiljan        | POL  | 13,72000 |

In Klammern: Platzierung in der Gesamtwertung aus beiden Läufen
Datum: 24. Juni
Wind: +0,4 m/s

##### Lauf 2
| Platz  | Athlet                  | Land | Zeit (s) |
| ------ | ----------------------- | ---- | -------- |
| 1 (07) | Manuel Mordi            | GER  | 13,67    |
| 2 (10) | Mikdat Sevler           | TUR  | 13,82    |
| 3 (11) | Sisínio Ambriz          | PRT  | 13,85    |
| 4 (12) | Konstandinos Douvalidis | GRC  | 13,90    |
| 5 (13) | Timme Koster            | NED  | 13,91    |
| 6 (14) | Nolan Vancauwemberghe   | BEL  | 14,00    |
| 7 (15) | Sander Skotheim         | NOR  | 14,31    |
| 8 (16) | Vilém Stráský           | CZE  | 14,52    |

In Klammern: Platzierung in der Gesamtwertung aus beiden Läufen
Datum: 24. Juni
Wind: +0,1 m/s

#### 400 m Hürden

##### Lauf 1
| Platz  | Athlet             | Land | Zeit (s) |
| ------ | ------------------ | ---- | -------- |
| 1 (01) | Alessandro Sibilio | ITA  | 48,14 CR |
| 2 (03) | Nick Smidt         | NED  | 48,95000 |
| 3 (04) | Seamus Derbyshire  | GBR  | 49,51000 |
| 4 (05) | Julien Watrin      | BEL  | 49,56000 |
| 5 (06) | Dany Brand         | CHE  | 49,97000 |
| 6 (08) | Vít Müller         | CZE  | 50,05000 |
| 7 (11) | Clément Ducos      | FRA  | 50,29000 |
| DNF    | Joshua Abuaku      | GER  |          |

In Klammern: Platzierung in der Gesamtwertung aus beiden Läufen
Datum: 25. Juni

##### Lauf 2
| Platz  | Athlet                 | Land | Zeit (s)    |
| ------ | ---------------------- | ---- | ----------- |
| 1 (02) | İsmail Nezir           | TUR  | 48,84 EU23L |
| 2 (06) | Krzysztof Hołub        | POL  | 49,97000000 |
| 3 (09) | Karl Wållgren          | SWE  | 50,18000000 |
| 4 (10) | Tuomas Lehtonen        | FIN  | 50,20000000 |
| 5 (12) | Jesús David Delgado    | ESP  | 50,78000000 |
| 6 (13) | Yuben Munary Gonçalves | PRT  | 50,79000000 |
| 7 (14) | Dimitris Levantinos    | GRC  | 51,29000000 |

In Klammern: Platzierung in der Gesamtwertung aus beiden Läufen
Datum: 25. Juni
Ein Teilnehmer aus Norwegen war in diesem Wettbewerb nicht am Start.

#### 3000 m Hindernis
| Platz | Athlet            | Land | Zeit (min) |
| ----- | ----------------- | ---- | ---------- |
| 01    | Daniel Arce       | ESP  | 8:25,88    |
| 02    | Emil Blomberg     | SWE  | 8:26,27    |
| 03    | Zak Seddon        | GBR  | 8:27,42    |
| 04    | Osama Zoghlami    | ITA  | 8:30,09    |
| 05    | Frederik Ruppert  | GER  | 8:32,99    |
| 06    | Tom Erling Kårbø  | NOR  | 8:34,10    |
| 07    | Michael Curti     | CHE  | 8:35,12    |
| 08    | Clément Deflandre | BEL  | 8:36,23    |
| 09    | David Foller      | CZE  | 8:38,82    |
| 10    | Topi Raitanen     | FIN  | 8:39,93    |
| 11    | Nick Marsman      | NED  | 8:39,97    |
| 12    | Maciej Megier     | POL  | 8:45,85    |
| 13    | Valentin Bresc    | FRA  | 8:45,98    |
| 14    | Etson Barros      | PRT  | 8:53,47    |
| 15    | Nestoras Kolios   | GRC  | 8:53,81    |
| DSQ   | Turgay Bayram     | TUR  |            |

Datum: 23. Juni

#### 4 × 100 m Staffel

##### Lauf 1
| Platz  | Besetzung      | Land                                                          | Zeit (s) |
| ------ | -------------- | ------------------------------------------------------------- | -------- |
| 1 (01) | Deutschland    | Julian Wagner Marvin Schulte Joshua Hartmann Yannick Wolf     | 38,34 SB |
| 2 (02) | Italien        | Lorenzo Patta Samuele Ceccarelli Marco Ricci Filippo Tortu    | 38,47 SB |
| 3 (04) | Niederlande    | Xavi Mo-Ajok Taymir Burnet Hensley Paulina Raphael Bouju      | 38,77 SB |
| 4 (05) | Spanien        | Arnau Monne Sergio López Pablo Montalvo Bernat Canet          | 38,83000 |
| 5 (06) | Polen          | Mateusz Siuda Przemysław Słowikowski Łukasz Żok Dominik Kopeć | 38,94000 |
| 6 (11) | Portugal       | Carlos Nascimento Gabriel Maia Delvis Santos André Prazeres   | 39,74000 |
| DSQ    | Großbritannien | Jeremiah Azu Oliver Bromby Richard Kilty Tommy Ramdhan        |          |
| DSQ    | Finnland       | Samuli Samuelsson Riku Illukka Roope Saarinen Santeri Örn     |          |

In Klammern: Platzierung in der Gesamtwertung aus beiden Läufen
Datum: 24. Juni

##### Lauf 2
| Platz  | Besetzung    | Land                                                                                   | Zeit (s) |
| ------ | ------------ | -------------------------------------------------------------------------------------- | -------- |
| 1 (03) | Frankreich   | Dylan Rigot Jeff Erius Ryan Zézé Jimmy Vicaut                                          | 38,51    |
| 2 (07) | Türkei       | Ertan Özkan Kayhan Özer Batuhan Altıntaş Ramil Guliyev                                 | 38,96    |
| 3 (08) | Tschechien   | Zdeněk Stromšík Jan Veleba Jan Jirka Jiří Polák                                        | 39,17    |
| 4 (09) | Griechenland | Theodoros Vrontinos Konstandinos Douvalidis Ioannis Granitsiotis Ioannis Nyfandopoulos | 39,34    |
| 5 (10) | Belgien      | Rendel Vermeulen Antoine Snyders Jordan Paquot Kobe Vleminckx                          | 39,41    |
| 6 (12) | Schweden     | Jean-Christian Zirignon Desmond Rogo Zion Eriksson Linus Pihl                          | 39,99    |
| 7 (13) | Schweiz      | Pascal Mancini Timothé Mumenthaler Felix Svensson Enrico Güntert                       | 51,58    |
| DSQ    | Norwegen     | Sander Skotheim Jacob Vaula Mathias Hove Johansen Håvard Bentdal Ingvaldsen            |          |

In Klammern: Platzierung in der Gesamtwertung aus beiden Läufen
Datum: 24. Juni

#### Hochsprung

##### Wettkampf 1
| Platz  | Athlet            | Land | Höhe (m) |
| ------ | ----------------- | ---- | -------- |
| 1 (01) | Gianmarco Tamberi | ITA  | 2,29 SB  |
| 2 (02) | Thomas Carmoy     | BEL  | 2,29 PB  |
| 3 (03) | Norbert Kobielski | POL  | 2,26000  |
| 4 (04) | Tobias Potye      | GER  | 2,26000  |
| 5 (05) | Ali Eren Ünlü     | TUR  | 2,20000  |
| 6 (08) | Douwe Amels       | NED  | 2,13000  |
| 7 (08) | Andonis Merlos    | GRC  | 2,13000  |
| 8 (12) | William Grimsey   | GBR  | 2,09000  |

In Klammern: Platzierung in der Gesamtwertung aus beiden Wettkämpfen
Datum: 24. Juni

##### Wettkampf 2
| Platz  | Athlet            | Land | Höhe (m) |
| ------ | ----------------- | ---- | -------- |
| 1 (05) | Jan Štefela       | CZE  | 2,20     |
| 2 (07) | Gerson Baldé      | PRT  | 2,17     |
| 3 (08) | Daniel Kosonen    | FIN  | 2,13     |
| 4 (08) | Fabian Delryd     | SWE  | 2,13     |
| 5 (12) | Carlos Rojas      | ESP  | 2,09     |
| 5 (12) | Sébastien Micheau | FRA  | 2,09     |
| 7 (15) | Noam Pritchett    | CHE  | 2,05     |
| 8 (16) | Sander Skotheim   | NOR  | 2,00     |

In Klammern: Platzierung in der Gesamtwertung aus beiden Wettkämpfen
Datum: 24. Juni

#### Stabhochsprung

##### Wettkampf 1
| Platz | Athlet                | Land | Höhe (m) |
| ----- | --------------------- | ---- | -------- |
| 1 (1) | Menno Vloon           | NED  | 5,85     |
| 2 (2) | Emmanouil Karalis     | GRC  | 5,80     |
| 3 (3) | Thibaut Collet        | FRA  | 5,80     |
| 4 (4) | Piotr Lisek           | POL  | 5,80     |
| 5 (5) | Claudio Stecchi       | ITA  | 5,80     |
| 6 (6) | Pål Haugen Lillefosse | NOR  | 5,65     |
| 7 (9) | Ben Broeders          | BEL  | 5,45     |
| 8 (9) | Ersu Şaşma            | TUR  | 5,45     |

In Klammern: Platzierung in der Gesamtwertung aus beiden Wettkämpfen
Datum: 24. Juni

##### Wettkampf 2
| Platz  | Athlet          | Land | Höhe (m) |
| ------ | --------------- | ---- | -------- |
| 1 (06) | Pedro Buaró     | PRT  | 5,65     |
| 1 (06) | Gillian Ladwig  | GER  | 5,65     |
| 3 (09) | Juho Alasaari   | FIN  | 5,45     |
| 4 (09) | Valentin Imsand | CHE  | 5,45     |
| 5 (13) | Adam Hague      | GBR  | 5,30     |
| 5 (13) | Dan Bárta       | CZE  | 5,30     |
| 7 (15) | William Asker   | SWE  | 5,10     |
| 8 (16) | Isidro Leyva    | ESP  | 5,10     |

In Klammern: Platzierung in der Gesamtwertung aus beiden Wettkämpfen
Datum: 24. Juni

#### Weitsprung
| Platz | Athlet              | Land | Weite (m) |
| ----- | ------------------- | ---- | --------- |
| 01    | Miltiadis Tendoglou | GRC  | 8,34      |
| 02    | Mattia Furlani      | ITA  | 7,97      |
| 03    | Simon Ehammer       | CHE  | 7,95      |
| 04    | Thobias Montler     | SWE  | 7,82      |
| 05    | Héctor Santos       | ESP  | 7,77      |
| 06    | Kristian Pulli      | FIN  | 7,70      |
| 07    | Sander Skotheim     | NOR  | 7,67      |
| 08    | David Cairo         | NED  | 7,63      |
| 09    | Jack Roach          | GBR  | 7,60      |
| 10    | Radek Juška         | CZE  | 7,59      |
| 11    | Simon Batz          | GER  | 7,52      |
| 12    | Ivo Tavares         | PRT  | 7,40      |
| 13    | Mateusz Jopek       | POL  | 7,37      |
| 14    | Yanni Sampson       | BEL  | 7,24      |
| 15    | Necati Er           | TUR  | 7,10      |
| NMW   | Tom Campagne        | FRA  | ogV       |

Datum: 24. Juni

#### Dreisprung
| Platz | Athlet                   | Land | Weite (m) |
| ----- | ------------------------ | ---- | --------- |
| 01    | Tobia Bocchi             | ITA  | 16,84000  |
| 02    | Necati Er                | TUR  | 16,71 SB  |
| 03    | Dimitris Tsiamis         | GRC  | 16,38000  |
| 04    | Tiago Pereira            | PRT  | 16,32000  |
| 05    | Jude Bright-Davies       | GBR  | 16,24000  |
| 06    | Jonathan Seremes         | FRA  | 16,24000  |
| 07    | Aaro Davidila            | FIN  | 16,04000  |
| 08    | Adrian Świderski         | POL  | 15,75000  |
| 09    | Pablo Torrijos           | ESP  | 15,57000  |
| 10    | Gabriel Wallmark         | SWE  | 15,57000  |
| 11    | Baboucar Sallah-Mohammed | NED  | 14,84000  |
| 12    | Carlos Kouassi           | CHE  | 14,40000  |
| 13    | Sondre Vie Ytrearne      | NOR  | 14,23000  |
| 14    | Jakub Kunt               | CZE  | 14,18000  |
| 15    | Björn De Decker          | BEL  | 14,08000  |
| 16    | Tim Lübbert              | GER  | 14,08000  |

Datum: 23. Juni

#### Kugelstoßen
| Platz | Athlet               | Land | Weite (m) |
| ----- | -------------------- | ---- | --------- |
| 01    | Zane Weir            | ITA  | 21,59000  |
| 02    | Scott Lincoln        | GBR  | 21,10 SB  |
| 03    | Michał Haratyk       | POL  | 20,89000  |
| 04    | Tomáš Staněk         | CZE  | 20,47000  |
| 05    | Carlos Tobalina      | ESP  | 20,19000  |
| 06    | Marcus Thomsen       | NOR  | 20,00000  |
| 07    | Fred Moudani-Likibi  | FRA  | 19,65000  |
| 08    | Francisco Belo       | PRT  | 19,64000  |
| 09    | Xaver Hastenrath     | GER  | 19,14000  |
| 10    | Wictor Petersson     | SWE  | 19,06000  |
| 11    | Odysseas Mouzenidis  | GRC  | 18,98000  |
| 12    | Stefan Wieland       | CHE  | 18,50000  |
| 13    | Sven Poelmann        | NED  | 18,04000  |
| 14    | Nuh Bolat            | TUR  | 17,93000  |
| 15    | Nico Oksanen         | FIN  | 17,36000  |
| 16    | Andreas De Lathauwer | BEL  | 16,67000  |

Datum: 25. Juni

#### Diskuswurf
| Platz | Athlet                | Land | Weite (m) |
| ----- | --------------------- | ---- | --------- |
| 01    | Daniel Ståhl          | SWE  | 67,25     |
| 02    | Henrik Janssen        | GER  | 64,09     |
| 03    | Robert Urbanek        | POL  | 61,97     |
| 04    | Yasiel Sotero         | ESP  | 61,19     |
| 05    | Lawrence Okoye        | GBR  | 60,93     |
| 06    | Michal Forejt         | CZE  | 59,90     |
| 07    | Alessio Mannucci      | ITA  | 59,66     |
| 08    | Emanuel Sousa         | PRT  | 59,44     |
| 09    | Sven Martin Skagestad | NOR  | 58,29     |
| 10    | Jordan Guehaseim      | FRA  | 57,99     |
| 11    | Ömer Şahin            | TUR  | 57,75     |
| 12    | Ruben Rolvink         | NED  | 56,36     |
| 13    | Antti Pränni          | FIN  | 55,36     |
| 14    | Gian Vetterli         | CHE  | 54,29     |
| 15    | Lars Coene            | BEL  | 50,52     |
| 16    | Dimitrios Pavlidis    | GRC  | 45,79     |

Datum: 24. Juni

#### Hammerwurf
| Platz | Athlet               | Land | Weite (m) |
| ----- | -------------------- | ---- | --------- |
| 01    | Wojciech Nowicki     | POL  | 79,61     |
| 02    | Thomas Mardal        | NOR  | 76,50     |
| 03    | Michalis Anastasakis | GRC  | 74,12     |
| 04    | Merlin Hummel        | GER  | 73,99     |
| 05    | Aaron Kangas         | FIN  | 72,39     |
| 06    | Décio Andrade        | PRT  | 72,03     |
| 07    | Jake Norris          | GBR  | 71,98     |
| 08    | Jan Doležálek        | CZE  | 70,47     |
| 09    | Ragnar Carlsson      | SWE  | 69,61     |
| 10    | Halil Yılmazer       | TUR  | 69,30     |
| 11    | Giorgio Olivieri     | ITA  | 68,85     |
| 12    | Alberto González     | ESP  | 68,23     |
| 13    | Lukas Baroke         | CHE  | 61,34     |
| 14    | Dennis Hemelaar      | NED  | 57,89     |
| 15    | Rémi Malengreaux     | BEL  | 56,67     |
| NMW   | Yann Chaussinand     | FRA  | ogV       |

Datum: 24. Juni

#### Speerwurf
| Platz | Athlet               | Land | Weite (m) |
| ----- | -------------------- | ---- | --------- |
| 01    | Julian Weber         | GER  | 86,26000  |
| 02    | Timothy Herman       | BEL  | 81,67000  |
| 03    | Leandro Ramos        | PRT  | 81,62 SB  |
| 04    | Dawid Wegner         | POL  | 81,40000  |
| 05    | Ioannis Kyriazis     | GRC  | 79,01000  |
| 06    | Jakob Samuelsson     | SWE  | 78,68000  |
| 07    | Manu Quijera         | ESP  | 75,08000  |
| 08    | Taneli Juutinen      | FIN  | 74,84000  |
| 09    | Emin Öncel           | TUR  | 74,18000  |
| 10    | Thomas van Ophem     | NED  | 70,94000  |
| 11    | Martin Konečný       | CZE  | 70,80000  |
| 12    | Joe Dunderdale       | GBR  | 69,85000  |
| 13    | Felise Vaha'i Sosaia | FRA  | 69,50000  |
| 14    | Michele Fina         | ITA  | 69,47000  |
| 15    | Franck Di Sanza      | CHE  | 68,78000  |
| 16    | Daniel Thrana        | NOR  | 67,76000  |

Datum: 25. Juni

### Frauen

#### 100 m

##### Lauf 1
| Platz | Athletin               | Land | Zeit (s) |
| ----- | ---------------------- | ---- | -------- |
| 1 (1) | Ewa Swoboda            | POL  | 11,09 CR |
| 2 (2) | Rani Rosius            | BEL  | 11,20 PB |
| 3 (3) | N’ketia Seedo          | NED  | 11,24000 |
| 4 (5) | Géraldine Frey         | CHE  | 11,26000 |
| 5 (6) | Bianca Williams        | GBR  | 11,29000 |
| 6 (7) | Polyniki Emmanouilidou | GRC  | 11,30000 |
| 7 (8) | Arialis Gandulla       | PRT  | 11,30000 |
| 8 (9) | Lisa Mayer             | GER  | 11,36000 |

In Klammern: Platzierung in der Gesamtwertung aus beiden Läufen
Datum: 23. Juni
Wind: +0,1 m/s

##### Lauf 2
| Platz  | Athletin          | Land | Zeit (s) |
| ------ | ----------------- | ---- | -------- |
| 1 (04) | Jaël Bestué       | ESP  | 11,25    |
| 2 (10) | Karolína Maňasová | CZE  | 11,44    |
| 3 (11) | Lotta Kemppinen   | FIN  | 11,45    |
| 4 (12) | Zaynab Dosso      | ITA  | 11,45    |
| 5 (13) | Helene Rønningen  | NOR  | 11,51    |
| 6 (14) | Julia Henriksson  | SWE  | 11,52    |
| 7 (15) | Carolle Zahi      | FRA  | 11,64    |
| 8 (16) | Elif Polat        | TUR  | 11,84    |

In Klammern: Platzierung in der Gesamtwertung aus beiden Läufen
Datum: 23. Juni
Wind: +0,1 m/s

#### 200 m

##### Lauf 1
| Platz  | Athletin               | Land | Zeit (s) |
| ------ | ---------------------- | ---- | -------- |
| 1 (01) | Lieke Klaver           | NED  | 22,46000 |
| 2 (02) | Bianca Williams        | GBR  | 22,75 SB |
| 3 (03) | Polyniki Emmanouilidou | GRC  | 22,85 PB |
| 4 (04) | Anna Kiełbasińska      | POL  | 22,92000 |
| 5 (06) | Arialis Gandulla       | PRT  | 23,12000 |
| 6 (07) | Gémima Joseph          | FRA  | 23,13000 |
| 7 (09) | Paula Sevilla          | ESP  | 23,23000 |
| 8 (14) | Alexandra Burghardt    | GER  | 23,61000 |

In Klammern: Platzierung in der Gesamtwertung aus beiden Läufen
Datum: 25. Juni
Wind: +1,2 m/s

##### Lauf 2
| Platz  | Athletin                  | Land | Zeit (s) |
| ------ | ------------------------- | ---- | -------- |
| 1 (05) | Dalia Kaddari             | ITA  | 23,08    |
| 2 (08) | Julia Henriksson          | SWE  | 23,22    |
| 3 (10) | Imke Vervaet              | BEL  | 23,27    |
| 4 (11) | Lada Vondrová             | CZE  | 23,44    |
| 5 (12) | Christine Bjelland Jensen | NOR  | 23,48    |
| 6 (13) | Géraldine Frey            | CHE  | 23,57    |
| 7 (15) | Simay Özçiftçi            | TUR  | 23,77    |
| 8 (16) | Aino Pulkkinen            | FIN  | 23,80    |

In Klammern: Platzierung in der Gesamtwertung aus beiden Läufen
Datum: 25. Juni
Wind: −0,3 m/s

#### 400 m

##### Lauf 1
| Platz  | Athletin           | Land | Zeit (s) |
| ------ | ------------------ | ---- | -------- |
| 1 (01) | Femke Bol          | NED  | 49,82 CR |
| 2 (02) | Natalia Kaczmarek  | POL  | 50,34000 |
| 3 (03) | Cynthia Bolingo    | BEL  | 50,95 SB |
| 4 (04) | Ama Pipi           | GBR  | 51,10000 |
| 5 (05) | Tereza Petržilková | CZE  | 51,51000 |
| 6 (06) | Alice Mangione     | ITA  | 51,55000 |
| 7 (08) | Cátia Azevedo      | PRT  | 51,93000 |
| 8 (10) | Laura Müller       | GER  | 52,32000 |

In Klammern: Platzierung in der Gesamtwertung aus beiden Läufen
Datum: 23. Juni

##### Lauf 2
| Platz  | Athletin          | Land | Zeit (s) |
| ------ | ----------------- | ---- | -------- |
| 1 (07) | Henriette Jæger   | NOR  | 51,66    |
| 2 (09) | Giulia Senn       | CHE  | 52,22    |
| 3 (11) | Amandine Brossier | FRA  | 52,60    |
| 4 (12) | Mette Baas        | FIN  | 52,87    |
| 5 (13) | Lisa Lilja        | SWE  | 53,00    |
| 6 (14) | Laura Bueno       | ESP  | 53,38    |
| 7 (15) | Eda Nur Tulum     | TUR  | 53,52    |
| 8 (16) | Irini Vasiliou    | GRC  | 53,90    |

In Klammern: Platzierung in der Gesamtwertung aus beiden Läufen
Datum: 23. Juni

#### 800 m

##### Lauf 1
| Platz | Athletin           | Land | Zeit (min) |
| ----- | ------------------ | ---- | ---------- |
| 1 (1) | Audrey Werro       | CHE  | 1:59,95    |
| 2 (2) | Isabelle Boffey    | GBR  | 2:00,39    |
| 3 (3) | Majtie Kolberg     | GER  | 2:00,72    |
| 4 (4) | Eveliina Määttänen | FIN  | 2:00,79    |
| 5 (5) | Lorea Ibarzabal    | ESP  | 2:00,86    |
| 6 (6) | Léna Kandissounon  | FRA  | 2:01,03    |
| 7 (7) | Eloisa Coiro       | ITA  | 2:01,03    |
| 8 (8) | Patrícia Silva     | PRT  | 2:01,82    |

In Klammern: Platzierung in der Gesamtwertung aus beiden Läufen
Datum: 24. Juni

##### Lauf 2
| Platz  | Athletin                 | Land | Zeit (min) |
| ------ | ------------------------ | ---- | ---------- |
| 1 (09) | Camille Laus             | BEL  | 2:02,28    |
| 2 (10) | Georgia-Maria Despollari | GRC  | 2:02,31    |
| 3 (11) | Wilma Nielsen            | SWE  | 2:02,60    |
| 4 (12) | Hedda Hynne              | NOR  | 2:03,12    |
| 5 (13) | Tuğba Toptaş             | TUR  | 2:03,63    |
| 6 (14) | Angelika Sarna           | POL  | 2:03,97    |
| 7 (15) | Kimberley Ficenec        | CZE  | 2:04,68    |
| 8 (16) | Amina Maatoug            | NED  | 2:08,03    |

In Klammern: Platzierung in der Gesamtwertung aus beiden Läufen
Datum: 24. Juni

#### 1500 m
| Platz | Athletin                     | Land | Zeit (min) |
| ----- | ---------------------------- | ---- | ---------- |
| 01    | Esther Guerrero              | ESP  | 4:11,77    |
| 02    | Martyna Galant               | POL  | 4:11,78    |
| 03    | Hanna Klein                  | GER  | 4:12,14    |
| 04    | Sintayehu Vissa              | ITA  | 4:12,62    |
| 05    | Lore Hoffmann                | CHE  | 4:12,88    |
| 06    | Kristiina Mäki               | CZE  | 4:12,90    |
| 07    | Marta Pen Freitas            | PRT  | 4:13,50    |
| 08    | Agathe Guillemot             | FRA  | 4:13,71    |
| 09    | Hanna Hermansson             | SWE  | 4:13,73    |
| 10    | Marissa Damink               | NED  | 4:14,47    |
| 11    | Elise Vanderelst             | BEL  | 4:14,63    |
| 12    | Şilan Ayyıldız               | TUR  | 4:16,06    |
| 13    | Ellie Baker                  | GBR  | 4:16,81    |
| 14    | Nathalie Blomqvist           | FIN  | 4:17,10    |
| 15    | Kristine Eikrem Engeset      | NOR  | 4:19,27    |
| 16    | Dafni-Eftychia-Tereza Lavasa | GRC  | 4:22,55    |

Datum: 25. Juni

#### 5000 m
| Platz | Athletin                | Land | Zeit (min) |
| ----- | ----------------------- | ---- | ---------- |
| 01    | Nadia Battocletti       | ITA  | 15:25,09   |
| 02    | Hannah Nuttall          | GBR  | 15:29,49   |
| 03    | Águeda Marqués          | ESP  | 15:31,04   |
| 04    | Kristine Eikrem Engeset | NOR  | 15:32,77   |
| 05    | Lea Meyer               | GER  | 15:33,75   |
| 06    | Mariana Machado         | PRT  | 15:33,93   |
| 07    | Camilla Richardsson     | FIN  | 15:34,74   |
| 08    | Manon Trapp             | FRA  | 15:41,69   |
| 09    | Aneta Konieczek         | POL  | 15:43,35   |
| 10    | Lisa Rooms              | BEL  | 15:44,24   |
| 11    | Vera Sjöberg            | SWE  | 15:53,81   |
| 12    | Nicole Egger            | CHE  | 15:55,95   |
| 13    | Fatma Karasu            | TUR  | 15:56,63   |
| 14    | Maria Kassou            | GRC  | 16:05,00   |
| 15    | Tereza Hrochová         | CZE  | 16:34,52   |
| 16    | Femke Rosbergen         | NED  | 17:12,67   |

Datum: 23. Juni

#### 100 m Hürden
| Platz  | Athletin           | Land | Zeit (s) |
| ------ | ------------------ | ---- | -------- |
| 1 (01) | Pia Skrzyszowska   | POL  | 12,77    |
| 2 (02) | Nadine Visser      | NED  | 12,81    |
| 3 (03) | Laëticia Bapté     | FRA  | 12,82    |
| 4 (04) | Reetta Hurske      | FIN  | 13,09    |
| 5 (05) | Elisa Di Lazzaro   | ITA  | 13,21    |
| 6 (06) | Elisavet Pesiridou | GRC  | 13,22    |
| 7 (13) | Abigail Pawlett    | GBR  | 13,63    |
| DSQ    | Ditaji Kambundji   | CHE  |          |

In Klammern: Platzierung in der Gesamtwertung aus beiden Läufen
Datum: 24. Juni
Wind: NWI

##### Lauf 2
| Platz  | Athletin            | Land | Zeit (s) |
| ------ | ------------------- | ---- | -------- |
| 1 (06) | Teresa Errandonea   | ESP  | 13,22    |
| 2 (08) | Tereza Elena Šínová | CZE  | 13,26    |
| 3 (09) | Monika Zapalska     | GER  | 13,32    |
| 4 (10) | Şevval Ayaz         | TUR  | 13,33    |
| 5 (11) | Andrea Rooth        | NOR  | 13,41    |
| 6 (12) | Catarina Queirós    | PRT  | 13,43    |
| 7 (14) | Maja Maunsbach      | SWE  | 13,81    |
| 8 (15) | Jolien Boumkwo      | BEL  | 32,81    |

In Klammern: Platzierung in der Gesamtwertung aus beiden Läufen
Datum: 24. Juni
Wind: +1,4 m/s

#### 400 m Hürden
| Platz | Athletin          | Land | Zeit (s) |
| ----- | ----------------- | ---- | -------- |
| 1 (1) | Carolina Krafzik  | GER  | 54,47 SB |
| 2 (2) | Ayomide Folorunso | ITA  | 54,79 SB |
| 3 (3) | Cathelijn Peeters | NED  | 54,97000 |
| 4 (4) | Viivi Lehikoinen  | FIN  | 55,19000 |
| 5 (5) | Lina Nielsen      | GBR  | 55,36000 |
| 6 (6) | Nikoleta Jíchová  | CZE  | 55,44000 |
| 7 (9) | Dimitra Gnafaki   | GRC  | 56,63000 |
| DNS   | Hanne Claes       | BEL  |          |

In Klammern: Platzierung in der Gesamtwertung aus beiden Läufen
Datum: 24. Juni

##### Lauf 2
| Platz  | Athletin               | Land | Zeit (s) |
| ------ | ---------------------- | ---- | -------- |
| 1 (07) | Fatoumata Binta Diallo | PRT  | 55,57    |
| 2 (08) | Moa Granat             | SWE  | 56,61    |
| 3 (10) | Julia Korzuch          | POL  | 56,73    |
| 4 (11) | Camille Séri           | FRA  | 56,99    |
| 5 (12) | Carla García           | ESP  | 57,13    |
| 6 (13) | Andrea Rooth           | NOR  | 57,19    |
| 7 (14) | Salome Hüsler          | CHE  | 57,52    |
| 8 (15) | Gülşah Cebeci          | TUR  | 62,52    |

In Klammern: Platzierung in der Gesamtwertung aus beiden Läufen
Datum: 24. Juni

#### 3000 m Hindernis
| Platz | Athletin               | Land | Zeit (min) |
| ----- | ---------------------- | ---- | ---------- |
| 01    | Alicja Konieczek       | POL  | 09:38,72   |
| 02    | Flavie Renouard        | FRA  | 09:40,40   |
| 03    | Marta Serrano          | ESP  | 09:41,86   |
| 04    | Tuğba Güvenç           | TUR  | 09:47,31   |
| 05    | Laura Taborda          | PRT  | 09:55,56   |
| 06    | Pauline Meyer          | GER  | 09:57,84   |
| 07    | Eleonora Curtabbi      | ITA  | 09:59,01   |
| 08    | Veerle Bakker          | NED  | 10:02,87   |
| 09    | Sibylle Häring         | CHE  | 10:04,02   |
| 10    | Soňa Kouřilová         | CZE  | 10:05,23   |
| 11    | Linn Söderholm         | SWE  | 10:07,72   |
| 12    | Isavella Kotsachili    | GRC  | 10:08,23   |
| 13    | Sara Aarsvoll Svarstad | NOR  | 10:09,18   |
| 14    | Maisie Grice           | GBR  | 10:09,99   |
| 15    | Nelli Nordlund         | FIN  | 10:22,34   |
| 16    | Jolien Van Hoorebeke   | BEL  | 10:32,28   |

Datum: 24. Juni

#### 4 × 100 m Staffel

##### Lauf 1
| Platz  | Besetzung      | Land                                                                      | Zeit (s) |
| ------ | -------------- | ------------------------------------------------------------------------- | -------- |
| 1 (01) | Niederlande    | N’ketia Seedo Lieke Klaver Jamile Samuel Tasa Jiya                        | 42,61 EL |
| 2 (02) | Polen          | Marika Popowicz-Drapała Monika Romaszko Magdalena Stefanowicz Ewa Swoboda | 42,97 SB |
| 3 (03) | Spanien        | Carmen Marco Paula García Paula Sevilla Jaël Bestué                       | 43,13 SB |
| 4 (04) | Deutschland    | Lisa Nippgen Lisa Mayer Louise Wieland Jennifer Montag                    | 43,24000 |
| 5 (05) | Portugal       | Lorène Dorcas Bazolo Arialis Gandulla Rosalina Santos Íris Silva          | 43,27000 |
| 6 (12) | Italien        | Johanelis Herrera Abreu Dalia Kaddari Anna Bongiorni Vittoria Fontana     | 52,28000 |
| DSQ    | Finnland       | Anna Pursiainen Aino Pulkkinen Anniina Kortetmaa Lotta Kemppinen          |          |
| DSQ    | Großbritannien | Cassie-Ann Pemberton Amy Hunt Alyson Bell Aleeya Sibbons                  |          |

In Klammern: Platzierung in der Gesamtwertung aus beiden Läufen
Datum: 24. Juni

##### Lauf 2
| Platz  | Besetzung    | Land                                                                                 | Zeit (s) |
| ------ | ------------ | ------------------------------------------------------------------------------------ | -------- |
| 1 (06) | Schweiz      | Lena Weiss Salomé Kora Géraldine Frey Céline Bürgi                                   | 43,39    |
| 2 (07) | Frankreich   | Carolle Zahi Marie-Ange Rimlinger Gémima Joseph Mallory Leconte                      | 43,62    |
| 3 (8)  | Griechenland | Artemis-Melina Anastasiou Elisavet Pesiridou Dimitra Tsoukala Polyniki Emmanouilidou | 43,81    |
| 4 (09) | Belgien      | Elise Mehuys Janie De Naeyer Rani Vincke Imke Vervaet                                | 43,84    |
| 5 (10) | Tschechien   | Karolína Maňasová Natálie Kožuškaničová Barbora Šplechtnová Nikola Bendová           | 44,29    |
| 6 (11) | Türkei       | Sıla Koloğlu Şevval Ayaz Simay Özçiftçi Elif Polat                                   | 44,74    |
| DSQ    | Schweden     | Elvira Tanderud Nora Lindahl Julia Henriksson Filippa Sivnert                        |          |
| DSQ    | Norwegen     | Henriette Jæger Christine Bjelland Jensen Vilde Aasmo Helene Rønningen               |          |

In Klammern: Platzierung in der Gesamtwertung aus beiden Läufen
Datum: 24. Juni

#### Hochsprung

##### Wettkampf 1
| Platz  | Athletin       | Land | Höhe (m) |
| ------ | -------------- | ---- | -------- |
| 1 (01) | Nawal Meniker  | FRA  | 1,92000  |
| 2 (02) | Merel Maes     | BEL  | 1,92 PB  |
| 3 (04) | Buse Savaşkan  | TUR  | 1,87000  |
| 4 (04) | Tatiana Gousin | GRC  | 1,87000  |
| 5 (07) | Salome Lang    | CHE  | 1,84000  |
| 6 (10) | Ella Junnila   | FIN  | 1,80000  |
| 7 (10) | Bianca Salming | SWE  | 1,80000  |
| 8 (15) | Laura Zialor   | GBR  | 1,76000  |

In Klammern: Platzierung in der Gesamtwertung aus beiden Wettkämpfen
Datum: 25. Juni

##### Wettkampf 2
| Platz  | Athletin        | Land | Höhe (m) |
| ------ | --------------- | ---- | -------- |
| 1 (03) | Michaela Hrubá  | CZE  | 1,90 SB  |
| 2 (04) | Blessing Enatoh | GER  | 1,87000  |
| 3 (07) | Anabela Neto    | PRT  | 1,84000  |
| 4 (07) | Wiktoria Miąso  | POL  | 1,84000  |
| 5 (10) | Glenka Antonia  | NED  | 1,80000  |
| 6 (10) | Una Stancev     | ESP  | 1,80000  |
| 6 (10) | Erika Furlani   | ITA  | 1,80000  |
| 8 (16) | Sigrid Kleive   | NOR  | 1,71000  |

In Klammern: Platzierung in der Gesamtwertung aus beiden Wettkämpfen
Datum: 25. Juni

#### Stabhochsprung

##### Wettkampf 1
| Platz  | Athletin           | Land | Höhe (m) |
| ------ | ------------------ | ---- | -------- |
| 1 (01) | Wilma Murto        | FIN  | 4,71     |
| 2 (02) | Angelica Moser     | CHE  | 4,60     |
| 3 (03) | Amálie Švábíková   | CZE  | 4,60     |
| 4 (04) | Lene Retzius       | NOR  | 4,50     |
| 5 (07) | Margot Chevrier    | FRA  | 4,40     |
| 5 (07) | Katerina Stefanidi | GRC  | 4,40     |
| 7 (10) | Roberta Bruni      | ITA  | 4,25     |
| 8 (14) | Michaela Meijer    | SWE  | 4,10     |

In Klammern: Platzierung in der Gesamtwertung aus beiden Wettkämpfen
Datum: 24. Juni

##### Wettkampf 2
| Platz  | Athletin         | Land | Höhe (m) |
| ------ | ---------------- | ---- | -------- |
| 1 (04) | Elien Vekemans   | BEL  | 4,50     |
| 2 (04) | Jade Ive         | GBR  | 4,50     |
| 3 (07) | Sarah Vogel      | GER  | 4,40     |
| 4 (10) | Emilia Kusy      | POL  | 4,25     |
| 5 (10) | Karlijn Schouten | NED  | 4,25     |
| 6 (10) | Maialen Axpe     | ESP  | 4,25     |
| 7 (14) | Buse Arıkazan    | TUR  | 4,10     |
| 8 (16) | Marta Onofre     | PRT  | 3,90     |

In Klammern: Platzierung in der Gesamtwertung aus beiden Wettkämpfen
Datum: 24. Juni

#### Weitsprung
| Platz | Athletin           | Land | Weite (m) |
| ----- | ------------------ | ---- | --------- |
| 01    | Hilary Kpatcha     | FRA  | 6,75      |
| 02    | Larissa Iapichino  | ITA  | 6,66      |
| 03    | Fátima Diame       | ESP  | 6,56      |
| 04    | Maryse Luzolo      | GER  | 6,49      |
| 05    | Pauline Hondema    | NED  | 6,49      |
| 06    | Lucy Hadaway       | GBR  | 6,41      |
| 07    | Tilde Johansson    | SWE  | 6,39      |
| 08    | Jessica Kähärä     | FIN  | 6,34      |
| 09    | Thale Leirfall     | NOR  | 6,17      |
| 10    | Michaela Kučerová  | CZE  | 6,17      |
| 11    | Vasiliki Chaitidou | GRC  | 6,10      |
| 12    | Maité Beernaert    | BEL  | 6,10      |
| 13    | Daniela Gubler     | CHE  | 6,05      |
| 14    | Magdalena Bokun    | POL  | 6,03      |
| 15    | Ecem Çalağan       | TUR  | 5,95      |
| 16    | Catarina Queirós   | PRT  | 5,53      |

Datum: 25. Juni

#### Dreisprung
| Platz | Athletin             | Land | Weite (m) |
| ----- | -------------------- | ---- | --------- |
| 01    | Tuğba Danışmaz       | TUR  | 14,16 NR  |
| 02    | Ottavia Cestonaro    | ITA  | 14,09000  |
| 03    | Maja Åskag           | SWE  | 13,88000  |
| 04    | Kira Wittmann        | GER  | 13,71000  |
| 05    | Kristiina Mäkelä     | FIN  | 13,68000  |
| 06    | Adrianna Laskowska   | POL  | 13,67000  |
| 07    | Ana Peleteiro        | ESP  | 13,67000  |
| 08    | Linda Suchá          | CZE  | 12,99000  |
| 09    | Rachel Ombeni        | NOR  | 12,97000  |
| 10    | Spyridoula Karydi    | GRC  | 12,92000  |
| 11    | Ilionis Guillaume    | FRA  | 12,92000  |
| 12    | Evelise Veiga        | PRT  | 12,80000  |
| 13    | Maureen Herremans    | NED  | 12,75000  |
| 14    | Saliyya Guisse       | BEL  | 12,69000  |
| 15    | Georgina Forde-Wells | GBR  | 12,57000  |
| 16    | Barbara Leuthard     | CHE  | 12,22000  |

Datum: 24. Juni

#### Kugelstoßen
| Platz | Athletin            | Land | Weite (m) |
| ----- | ------------------- | ---- | --------- |
| 01    | Auriol Dongmo       | PRT  | 19,07     |
| 02    | Yemisi Ogunleye     | GER  | 18,85     |
| 03    | Axelina Johansson   | SWE  | 18,32     |
| 04    | Jessica Schilder    | NED  | 18,27     |
| 05    | Klaudia Kardasz     | ITA  | 17,12     |
| 06    | Eveliina Rouvali    | FIN  | 17,08     |
| 07    | Jolien Boumkwo      | BEL  | 16,58     |
| 08    | Miryam Mazenauer    | CHE  | 16,15     |
| 09    | Katrin Brzyszkowská | CZE  | 16,13     |
| 10    | Sinem Yıldırım      | TUR  | 15,76     |
| 11    | Monia Cantarella    | ITA  | 15,66     |
| 12    | María Belén Toimil  | ESP  | 15,32     |
| 13    | Naomie Wuta         | FRA  | 15,29     |
| 14    | Maria Mangoulia     | GRC  | 15,13     |
| 15    | Sarah Omoregie      | GBR  | 14,43     |
| 16    | Mariell Morken      | NOR  | 13,39     |

Datum: 23. Juni

#### Diskuswurf
| Platz | Athletin             | Land | Weite (m) |
| ----- | -------------------- | ---- | --------- |
| 01    | Kristin Pudenz       | GER  | 66,84 SB  |
| 02    | Daisy Osakue         | ITA  | 66,84000  |
| 03    | Mélina Robert-Michon | FRA  | 66,21000  |
| 04    | Liliana Cá           | PRT  | 63,21000  |
| 05    | Caisa-Marie Lindfors | SWE  | 58,16000  |
| 06    | Jade Lally           | GBR  | 58,08000  |
| 07    | Lotta Flatum         | NOR  | 55,90000  |
| 08    | Salla Sipponen       | FIN  | 52,88000  |
| 09    | Corinne Nugter       | NED  | 52,39000  |
| 10    | Daria Zabawska       | POL  | 52,11000  |
| 11    | Nurten Mermer        | TUR  | 50,89000  |
| 12    | Barbora Tichá        | CZE  | 50,68000  |
| 13    | June Kintana         | ESP  | 50,64000  |
| 14    | Katelijne Lyssens    | BEL  | 48,04000  |
| 15    | na Areti Filippidou  | GRC  | 45,77000  |
| 16    | Chiara Baumann       | CHE  | 43,64000  |

Datum: 23. Juni

#### Hammerwurf
| Platz | Athletin                | Land | Weite (m) |
| ----- | ----------------------- | ---- | --------- |
| 01    | Sara Fantini            | ITA  | 73,26 SB  |
| 02    | Silja Kosonen           | FIN  | 72,34000  |
| 03    | Malwina Kopron          | POL  | 71,18000  |
| 04    | Charlotte Payne         | GBR  | 71,14000  |
| 05    | Grete Ahlberg           | SWE  | 69,49000  |
| 06    | Samantha Borutta        | GER  | 68,97000  |
| 07    | Vanessa Sterckendries   | BEL  | 67,95000  |
| 08    | Laura Redondo           | ESP  | 67,05000  |
| 09    | Beatrice Nedberge Llano | NOR  | 65,92000  |
| 10    | Rose Loga               | FRA  | 65,71000  |
| 11    | Stamatia Skarvelis      | GRC  | 65,07000  |
| 12    | Tuğçe Şahutoğlu         | TUR  | 61,92000  |
| 13    | Mariana Pestana         | PRT  | 61,14000  |
| 14    | Audrey Jacobs           | NED  | 59,48000  |
| 15    | Adéla Korečková         | CZE  | 58,37000  |
| 16    | Lydia Wehrli            | CHE  | 58,17000  |

Datum: 23. Juni

#### Speerwurf
| Platz | Athletin                | Land | Weite (m) |
| ----- | ----------------------- | ---- | --------- |
| 01    | Nikola Ogrodníková      | CZE  | 61,75 SB  |
| 02    | Christin Hussong        | GER  | 60,05 SB  |
| 03    | Bekah Walton            | GBR  | 59,76 PB  |
| 04    | Anni-Linnea Alanen      | FIN  | 59,69000  |
| 05    | Elina Tzengko           | GRC  | 59,40000  |
| 06    | Claudia Ferreira        | PRT  | 55,82000  |
| 07    | Esra Türkmen            | TUR  | 55,22000  |
| 08    | Marcelina Witek-Konofał | POL  | 55,19000  |
| 09    | Sigrid Borge            | NOR  | 54,81000  |
| 10    | Alizée Minard           | FRA  | 54,40000  |
| 11    | Lisanne Schol           | NED  | 51,59000  |
| 12    | Arantza Moreno          | ESP  | 51,02000  |
| 13    | Beatrice Lantz          | SWE  | 50,22000  |
| 14    | Federica Botter         | ITA  | 49,12000  |
| 15    | Pauline Smal            | BEL  | 47,24000  |
| 16    | Sabrina Boss            | CHE  | 46,54000  |

Datum: 25. Juni

### Mixed

#### 4 × 400 m Staffel

##### Lauf 1
| Platz  | Besetzung      | Land                                                                   | Zeit (min) |
| ------ | -------------- | ---------------------------------------------------------------------- | ---------- |
| 1 (02) | Polen          | Maksymilian Szwed Anna Kiełbasińska Igor Bogaczyński Natalia Kaczmarek | 3:12,87 SB |
| 2 (04) | Frankreich     | Gilles Biron Fanny Peltier Téo Andant Amandine Brossier                | 3:13,36000 |
| 3 (05) | Italien        | Edoardo Scotti Ayomide Folorunso Alessandro Sibilio Anna Polinari      | 3:13,56000 |
| 4 (06) | Deutschland    | Manuel Sanders Elisa Lechleitner Jean Paul Bredau Carolina Krafzik     | 3:14,00000 |
| 5 (07) | Portugal       | João Coelho Cátia Azevedo Ricardo dos Santos Fatoumata Binta Diallo    | 3:14,06000 |
| 6 (09) | Großbritannien | Alex Haydock-Wilson Ama Pipi Brodie Young Carys McAulay                | 3:14,27000 |
| 7 (11) | Spanien        | Iñaki Cañal Carmen Avilés Óscar Husillos Laura Bueno                   | 3:16,79000 |
| 8 (14) | Niederlande    | Isayah Boers Zoë Sedney Terrence Agard Eveline Saalberg                | 3:20,40000 |

In Klammern: Platzierung in der Gesamtwertung aus beiden Läufen
Datum: 25. Juni

##### Lauf 2
| Platz  | Besetzung    | Land                                                                               | Zeit (min) |
| ------ | ------------ | ---------------------------------------------------------------------------------- | ---------- |
| 1 (01) | Tschechien   | Matěj Krsek Tereza Petržilková Vít Müller Lada Vondrová                            | 3:12,34 CR |
| 2 (03) | Belgien      | Jonathan Sacoor Camille Laus Dylan Borlée Cynthia Bolingo                          | 3:12,97 SB |
| 3 (08) | Schweiz      | Lionel Spitz Giulia Senn Ricky Petrucciani Julia Niederberger                      | 3:14,22000 |
| 4 (10) | Norwegen     | Andreas Grimerud Henriette Jæger Håvard Bentdal Ingvaldsen Josefine Tomine Eriksen | 3:15,67000 |
| 5 (12) | Schweden     | Kasper Kadestål Lisa Lilja Emil Johansson Moa Granat                               | 3:17,93000 |
| 6 (13) | Türkei       | İlyas Çanakçı Eda Nur Tulum Oğuzhan Kaya Elif Polat                                | 3:20,01000 |
| 7 (15) | Griechenland | Spiridon-Ilias Doukatelis Dimitra Gnafaki Giorgos Lampropoulos Irini Vasiliou      | 3:23,10000 |
| 8 (16) | Finnland     | Viljami Kaasalainen Viivi Lehikoinen Asseri Välimäki Mette Baas                    | 3:27,31000 |

In Klammern: Platzierung in der Gesamtwertung aus beiden Läufen
Datum: 25. Juni

## Second Division: Übersicht zu den drei Erstplatzierten in den Einzeldisziplinen
| Disziplin         | Sieger                                                                       | Sieger           | Zweiter                                                                     | Zweiter          | Dritter                                                          | Dritter          |
| ----------------- | ---------------------------------------------------------------------------- | ---------------- | --------------------------------------------------------------------------- | ---------------- | ---------------------------------------------------------------- | ---------------- |
| 100 m             | Ján Volko (SVK)                                                              | 10,24 s SB000    | Karl Erik Nazarov (EST)                                                     | 10,29 s000000    | Anej Čurin Prapotnik (SLO)                                       | 10,34 s000000    |
| 200 m             | Ján Volko (SVK)                                                              | 20,53 s SB000    | Gediminas Truskauskas (LTU)                                                 | 20,60 s SB000    | Oskars Grava (LAT)                                               | 20,87 s PB000    |
| 400 m             | Attila Molnár (HUN)                                                          | 45,30 s NU23R    | Oleksandr Pohorilko (UKR)                                                   | 45,31 s PB000    | Mihai Dringo (ROU)                                               | 45,76 s NU23R    |
| 800 m             | Marino Bloudek (CRO)                                                         | 1:47,11 min0000  | Dániel Huller (HUN)                                                         | 1:47,11 min0000  | Oleh Myronez (UKR)                                               | 1:47,86 min PB0  |
| 1500 m            | Elzan Bibić (SRB)                                                            | 3:41,35 min0000  | Charles Grethen (LUX)                                                       | 3:41,76 min0000  | Kristian Uldbjerg Hansen (DEN)                                   | 3:41,87 min0000  |
| 5000 m            | Elzan Bibić (SRB)                                                            | 13:53,95 min SB0 | Amine Khadiri (CYP)                                                         | 13:54,71 min PB0 | Iwo Balabanow (BUL)                                              | 13:56,99 min SB0 |
| 110 m Hürden      | Milan Traikovits (CYP)                                                       | 13,38 s SB000    | Bálint Szeles (HUN)                                                         | 13,68 s000000    | Alin Anton (ROU)                                                 | 13,80 s000000    |
| 400 m Hürden      | Rasmus Mägi (EST)                                                            | 48,63 s SB000    | Matic Ian Guček (SLO)                                                       | 49,48 s EU23L    | Matej Baluch (SVK)                                               | 49,56 s PB000    |
| 3000 m Hindernis  | István Palkovits (HUN)                                                       | 8:43,82 min0000  | Iwo Balabanow (BUL)                                                         | 8:47,69 min SB0  | Jakob Dybdal Abrahamsen (DEN)                                    | 8:53,86 min0000  |
| 4 × 100 m Staffel | UkraineErik Kostryzja Andrij Wassyljew Stanislaw Kowalenko Oleksandr Sokolow | 39,03 s SB000    | SlowenienJernej Gumilar Matevž Šuštaršič Andrej Skočir Anej Čurin Prapotnik | 39,29 s SB000    | UngarnDominik Illovszky Bence Boros Dániel Szabó Patrik Bundschu | 39,67 s SB000    |
| Hochsprung        | Tichomir Iwanow (BUL)                                                        | 2,24 m SB000     | Slavko Stević (SRB)                                                         | 2,24 m PB000     | Oleh Doroschtschuk (UKR)                                         | 2,24 m000        |
| Stabhochsprung    | Wladyslaw Malychin (UKR) Ivan Horvat (CRO)                                   | 5,40 m000000     | nicht vergeben                                                              | nicht vergeben   | Eerik Haamer (EST)                                               | 5,30 m SB        |
| Weitsprung        | Marko Čeko (CRO)                                                             | 7,86 m SB000     | Marius Vadeikis (LTU)                                                       | 7,80 m PBe00     | Boschidar Sarabojukow (BUL)                                      | 7,78 m000        |
| Dreisprung        | Wladyslaw Schepeljew (UKR)                                                   | 16,67 m EU23L    | Daníel Ingi Egilsson (ISL)                                                  | 15,82 m000000    | Latschesar Waltschew (BUL)                                       | 15,57 m000       |
| Kugelstoßen       | Filip Mihaljević (CRO)                                                       | 21,33 m000000    | Roman Kokoschko (UKR)                                                       | 20,46 m000000    | Armin Sinančević (SRB)                                           | 20,42 m000       |
| Diskuswurf        | Kristjan Čeh (SLO)                                                           | 69,94 m CR000    | Andrius Gudžius (LTU)                                                       | 64,94 m000000    | Guðni Valur Guðnason (ISL)                                       | 63,34 m000       |
| Hammerwurf        | Mychajlo Kochan (UKR)                                                        | 77,03 m SB000    | Donát Varga (HUN)                                                           | 73,75 m000000    | Adam Kelly (EST)                                                 | 73,08 m SB       |
| Speerwurf         | Edis Matusevičius (LTU)                                                      | 84,22 m SB000    | Artur Felfner (UKR)                                                         | 82,24 m EU23L    | Andrian Mardare (MDA)                                            | 80,16 m000       |

| Disziplin         | Sieger                                                          | Sieger             | Zweiter                                                                          | Zweiter         | Dritter                                                                                 | Dritter          |
| ----------------- | --------------------------------------------------------------- | ------------------ | -------------------------------------------------------------------------------- | --------------- | --------------------------------------------------------------------------------------- | ---------------- |
| 100 m             | Patrizia van der Weken (LUX)                                    | 11,24 s00000000    | Olivia Fotopoulou (CYP)                                                          | 11,34 s PB00    | Boglárka Takács (HUN)                                                                   | 11,36 s000000    |
| 200 m             | Olivia Fotopoulou (CYP)                                         | 22,71 s PB00000    | Patrizia van der Weken (LUX)                                                     | 23,19 s PB00    | Alexa Sulyán (HUN)                                                                      | 23,25 s000000    |
| 400 m             | Andrea Miklós (ROU)                                             | 50,67 s PB00000    | Modesta Justė Morauskaitė (LTU)                                                  | 51,61 s SB00    | Janka Molnár (HUN)                                                                      | 51,74 s NU23R    |
| 800 m             | Natalija Krol (UKR)                                             | 1:59,77 min SB000  | Bianka Kéri (HUN)                                                                | 1:59,80 min PB  | Gabriela Gajanová (SVK)                                                                 | 1:59,92 min0000  |
| 1500 m            | Claudia Bobocea (ROU)                                           | 4:08,68 min000000  | Vera Hoffmann (LUX)                                                              | 4:08,78 min000  | Gabija Galvydytė (LTU)                                                                  | 4:09,48 min PB0  |
| 5000 m            | Agate Caune (LAT)                                               | 15:15,21 min NU23R | Klara Lukan (SLO)                                                                | 15:33,39 min000 | Viktória Wagner-Gyürkés (HUN)                                                           | 15:34,70 min0000 |
| 100 m Hürden      | Luca Kozák (HUN)                                                | 12,89 s SB000000   | Mette Graversgaard (DEN)                                                         | 12,95 s00000    | Natalia Christofi (CYP)                                                                 | 13,05 s000000    |
| 400 m Hürden      | Wiktorija Tkatschuk (UKR)                                       | 55,87 s00000000    | Agata Zupin (SLO)                                                                | 56,58 s00000    | Janka Molnár (HUN)                                                                      | 56,86 s000000    |
| 3000 m Hindernis  | Maruša Mišmaš Zrimšek (SLO)                                     | 9:23,41 min000000  | Greta Karinauskaitė (LTU)                                                        | 9:28,48 min000  | Juliane Hvid (DEN)                                                                      | 9:36,98 min PB0  |
| 4 × 100 m Staffel | UngarnGréta Kerekes Jusztina Csóti Boglárka Takács Alexa Sulyán | 43,49 s PB00000    | DänemarkMathilde Kramer Mette Graversgaard Emma Beiter Bomme Klara Skriver Løssl | 43,89 s SB00    | LitauenAndrė Ožechauskaitė Modesta Justė Morauskaitė Eva Misiūnaitė Lukrecija Sabaitytė | 44,06 s SB000    |
| Hochsprung        | Jaroslawa Mahutschich (UKR)                                     | 1,97 m             | Daniela Stanciu (ROU)                                                            | 1,94 m0000      | Angelina Topić (SRB)                                                                    | 1,91 m000        |
| Stabhochsprung    | Tina Šutej (SLO)                                                | 4,70 m             | Hanga Klekner (HUN)                                                              | 4,45 m PBe      | Caroline Bonde Holm (DEN)                                                               | 4,35 m000        |
| Weitsprung        | Milica Gardašević (SRB)                                         | 6,82 m             | Alina Rotaru-Kottmann (ROU)                                                      | 6,63 m0000      | Jogailė Petrokaitė (LTU)                                                                | 6,60 m SB        |
| Dreisprung        | Maryna Bech-Romantschuk (UKR)                                   | 14,58 m            | Rūta Kate Lasmane (LAT)                                                          | 13,86 m0000     | Alexandra Natschewa (BUL)                                                               | 13,67 m SB       |
| Kugelstoßen       | Anita Márton (HUN)                                              | 17,74 m            | Dimitriana Bezede (MDA)                                                          | 17,27 m0000     | Erna Sóley Gunnarsdóttir (ISL)                                                          | 16,93 m000       |
| Diskuswurf        | Lisa Brix Pedersen (DEN)                                        | 59,20 m            | Ieva Zarankaitė (LTU)                                                            | 57,71 m0000     | Marija Tolj (CRO)                                                                       | 57,06 m000       |
| Hammerwurf        | Bianca Ghelber (ROU)                                            | 72,97 m            | Réka Gyurátz (HUN)                                                               | 67,15 m0000     | Katrine Koch Jacobsen (DEN)                                                             | 67,10 m000       |
| Speerwurf         | Līna Mūze (LAT)                                                 | 62,38 m            | Gedly Tugi (EST)                                                                 | 60,19 m PB0     | Sara Kolak (CRO)                                                                        | 9,62 m SB        |

| Disziplin         | Sieger                                                         | Sieger         | Zweiter                                                       | Zweiter        | Dritter                                                                     | Dritter        |
| ----------------- | -------------------------------------------------------------- | -------------- | ------------------------------------------------------------- | -------------- | --------------------------------------------------------------------------- | -------------- |
| 4 × 400 m Staffel | SlowenienLovro Mesec Košir Agata Zupin Rok Ferlan Anita Horvat | 3:14,72 min WL | RumänienMihai Dringo Mirela Lavric Robert Parge Andrea Miklós | 3:14,83 min SB | UkraineMykyta Barbanow Kateryna Karpjuk Oleksandr Pohorilko Anna Ryschykowa | 3:15,13 min SB |

## Third Division: Übersicht zu den drei Erstplatzierten in den Einzeldisziplinen
| Disziplin         | Sieger                                                              | Sieger        | Zweiter                                                         | Zweiter       | Dritter                                                               | Dritter         |
| ----------------- | ------------------------------------------------------------------- | ------------- | --------------------------------------------------------------- | ------------- | --------------------------------------------------------------------- | --------------- |
| 100 m             | Markus Fuchs (AUT)                                                  | 10,36 s000    | Israel Olatunde (IRL)                                           | 10,37 s000    | Francesco Sansovini (SMR)                                             | 10,52 s00000    |
| 200 m             | Mark Smyth (IRL)                                                    | 20,66 s000    | Mindia Endeladse (GEO)                                          | 20,98 s PB    | Markus Fuchs (AUT)                                                    | 20,99 s00000    |
| 400 m             | Franko Burraj (ALB)                                                 | 46,30 s SB    | Niklas Strohmayer-Dangl (AUT)                                   | 46,64 s PB    | Jack Raftery (IRL)                                                    | 46,76 s00ßß0    |
| 800 m             | Amel Tuka (BIH)                                                     | 1:49,25 min0  | Pol Moya (AND)                                                  | 1:49,57 min0  | Rocco Zaman-Browne (IRL)                                              | 1:50,16 min000  |
| 1500 m            | Raphael Pallitsch (AUT)                                             | 3:42,52 min0  | Cathal Doyle (IRL)                                              | 3:43,36 min0  | Jerwand Mkrttschjan (ARM)                                             | 3:44,11 min000  |
| 5000 m            | Jordan Gusman (MLT)                                                 | 14:16,92 min0 | Andreas Vojta (AUT)                                             | 14:17,02 min0 | Fearghal Curtin (IRL)                                                 | 14:17,64 min SB |
| 110 m Hürden      | James Ezeonu (IRL)                                                  | 14,31 s000    | Darko Pešić (MNE)                                               | 14,75 s000    | Jan Mitsche (AUT)                                                     | 15,12 s SB00    |
| 400 m Hürden      | Thomas Barr (IRL)                                                   | 49,41 s000    | Leo Köhldorfer (AUT)                                            | 50,70 s000    | Andrea Ercolani Volta (SMR)                                           | 52,19 s00000    |
| 3000 m Hindernis  | Nahuel Carabaña (AND)                                               | 8:48,79 min0  | Finley Daly (IRL)                                               | 8:51,14 min0  | Tobias Rattinger (AUT)                                                | 8:53,59 min000  |
| 4 × 100 m Staffel | IrlandIsrael Olatunde Mark Smyth Christopher Sibanda Joseph Ojewumi | 39,57 s SB    | IsraelEden Sela Thomas Dubnov-Raz Aviv Koffler Blessing Afrifah | 39,66 s SB    | MaltaBeppe Grillo Graham Pellegrini Luke Bezzina Omar El Aida Chaffey | 41,11 s SB00    |
| Hochsprung        | David Cussen (IRL)                                                  | 2,11 m SB     | Lionel Afan Strasser (AUT)                                      | 2,11 m000     | Samir Hodžić (BIH)                                                    | 1,90 m SB       |
| Stabhochsprung    | Alexander Auer (AUT)                                                | 5,10 m SB     | Lev Skorish (ISR)                                               | 4,90 m000     | Miquel Vilchez Vendrell (AND)                                         | 4,75 m000       |
| Weitsprung        | Andreas Trajkovski (MKD)                                            | 7,73 m000     | Ishay Ifraimov (ISR)                                            | 7,70 m SB     | Muhamet Çangeli (ALB)                                                 | 7,36 m SB       |
| Dreisprung        | Lewon Aghasjan (ARM)                                                | 16,36 m SB    | Aleksis Kopello (AZE)                                           | 15,91 m000    | Lascha Gulelauri (GEO)                                                | 15,91 m SB      |
| Kugelstoßen       | Eric Favors (IRL)                                                   | 20,28 m000    | Mesud Pezer (BIH)                                               | 20,25 m000    | Muhamet Ramadani (KOS)                                                | 19,07 m000      |
| Diskuswurf        | Lukas Weißhaidinger (AUT)                                           | 62,12 m000    | Danijel Furtula (MNE)                                           | 57,60 m000    | Temuri Abulaschwili (GEO)                                             | 54,98 m SB      |
| Hammerwurf        | Sean Mockler (IRL)                                                  | 63,83 m000    | Goga Tschichwaria (GEO)                                         | 62,81 m SB    | Dorian Çollaku (ALB)                                                  | 57,89 m SB      |
| Speerwurf         | Dejan Mileusnić (BIH)                                               | 71,81 m000    | Matthias Lasch (AUT)                                            | 65,24 m SB    | Conor Cusack (IRL)                                                    | 63,95 m000      |

| Disziplin         | Sieger                                                                     | Sieger          | Zweiter                                                     | Zweiter          | Dritter                                                  | Dritter         |
| ----------------- | -------------------------------------------------------------------------- | --------------- | ----------------------------------------------------------- | ---------------- | -------------------------------------------------------- | --------------- |
| 100 m             | Magdalena Lindner (AUT)                                                    | 11,57 s00000    | Alessandra Gasparelli (SMR)                                 | 11,65 s NU23R    | Lauren Roy (IRL)                                         | 11,82 s00000    |
| 200 m             | Susanne Gogl-Walli (AUT)                                                   | 23,09 s PB00    | Phil Healy (IRL)                                            | 23,79 s000000    | Alessandra Gasparelli (SMR)                              | 24,30 s PB00    |
| 400 m             | Sharlene Mawdsley (IRL)                                                    | 51,55 s00000    | Janet Richard (MLT)                                         | 52,37 s PB000    | Anna Mager (AUT)                                         | 54,26 s PB00    |
| 800 m             | Louise Shanahan (IRL)                                                      | 2:03,39 min000  | Gina McNamara (MLT)                                         | 2:04,41 min PB0  | Caroline Bredlinger (AUT)                                | 2:04,78 min PB  |
| 1500 m            | Sophie O’Sullivan (IRL)                                                    | 4:27,96 min000  | Gina McNamara (MLT)                                         | 4:28,28 min0000  | Sivan Auerbach (ISR)                                     | 4:29,11 min000  |
| 5000 m            | Luiza Gega (ALB)                                                           | 15:32,39 min SB | Lonah Chemtai Salpeter (ISR)                                | 15:36,07 min SB0 | Aoibhe Richardson (IRL)                                  | 16:45,02 min000 |
| 100 m Hürden      | Sarah Lavin (IRL)                                                          | 12,82 s SB00    | Karin Strametz (AUT)                                        | 13,25 s PBe00    | Linoy Levy (ISR)                                         | 13,88 s SB00    |
| 400 m Hürden      | Lena Pressler (AUT)                                                        | 57,02 s00000    | Kelly McGrory (IRL)                                         | 58,08 s000000    | Noah Levy (ISR)                                          | 58,72 s PB00    |
| 3000 m Hindernis  | Luiza Gega (ALB)                                                           | 9:17,31 min CR  | Adva Cohen (ISR)                                            | 9:47,52 min0000  | Ava O’Connor (IRL)                                       | 10:18,10 min000 |
| 4 × 100 m Staffel | ÖsterreichKarin Strametz Susanne Gogl-Walli Isabel Posch Magdalena Lindner | 44,18 s PB00    | IrlandSarah Leahy Mollie O’Reilly Joan Healy Adeyemi Talabi | 44,80 s SB000    | IsraelNitzan Asas Ilana Dorfman Alina Drutman Hileni Mor | 45,68 s SB00    |
| Hochsprung        | Marija Vuković (MNE)                                                       | 1,87 m000       | Sara Lučić (BIH)                                            | 1,78 m SBe00     | Sommer Lecky (IRL)                                       | 1,74 m000       |
| Stabhochsprung    | Ellie McCartney (IRL)                                                      | 4,20 m000       | Shanna Tureczek (AUT)                                       | 3,60 m000000     | Yarden Mantel (ISR)                                      | 3,60 m000       |
| Weitsprung        | Ruby Millet (IRL)                                                          | 6,33 m000       | Romi Tamir (ISR)                                            | 6,07 m PB000     | Jana Sargsjan (ARM)                                      | 5,99 m SB       |
| Dreisprung        | Yekaterina Sarıyeva (AZE)                                                  | 13,38 m000      | Jana Sargsjan (ARM)                                         | 13,06 m SB000    | Saragh Buggy (IRL)                                       | 13,01 m000      |
| Kugelstoßen       | Sopo Schatirischwili (GEO)                                                 | 15,86 m SB      | Michaela Walsh (IRL)                                        | 15,26 m000000    | Estel Valeanu (ISR)                                      | 15,21 m000      |
| Diskuswurf        | Estel Valeanu (ISR)                                                        | 57,17 m000      | Djeneba Touré (AUT)                                         | 53,12 m SB000    | Kristina Rakočević (MNE)                                 | 51,87 m000      |
| Hammerwurf        | Anna Skidan (AZE)                                                          | 71,69 m SB      | Nicola Tuthill (IRL)                                        | 67,85 m NU23R    | Bettina Weber (AUT)                                      | 59,09 m000      |
| Speerwurf         | Victoria Hudson (AUT)                                                      | 60,27 m000      | Margaryta Dorozhon (ISR)                                    | 47,23 m000000    | Marija Bogavac (MNE)                                     | 45,15 m000      |

| Disziplin         | Sieger                                                             | Sieger         | Zweiter                                                                    | Zweiter        | Dritter                                             | Dritter        |
| ----------------- | ------------------------------------------------------------------ | -------------- | -------------------------------------------------------------------------- | -------------- | --------------------------------------------------- | -------------- |
| 4 × 400 m Staffel | IrlandNelvin Appiah Róisín Harrison Callum Baird Sharlene Mawdsley | 3:17,16 min EL | ÖsterreichAlessandro Greco Lena Pressler Leo Köhldorfer Susanne Gogl-Walli | 3:22,46 min SB | IsraelEran Siboni Shani Zakay Noam Mamu Nitzan Asas | 3:27,57 min SB |

## Videolinks
- First Division
  - RECORDS SMASHED | Division 1 Day 1 Highlights | Silesia 2023 European Athletics Team Championships, youtube.com, abgerufen am 3. Mai 2024
  - ITALY ON ITS WAY TO GOLD | Division 1 Day 2 Highlights | Silesia 2023 European Athletics Team Champs, youtube.com, abgerufen am 3. Mai 2024
  - ITALY TAKES IT ALL | Division 1 Day 3 | Highlights | Silesia 2023 European Athletics Team Champs, youtube.com, abgerufen am 3. Mai 2024
  - Samuele Ceccarelli grabs men’s 100m win in 10.13 and adds 16 points for Team Italy, youtube.com, abgerufen am 3. Mai 2024
  - Ryan Zeze surprises in men’s 200m by winning in 20.29, youtube.com, abgerufen am 3. Mai 2024
  - HAVARD BENTDAL INGVALDSEN FLYING TO CHAMPIONSHIP RECORD | Men’s 400m | Silesia 2023, youtube.com, abgerufen am 3. Mai 2024
  - MOHAMED KATIR COASTS TO CHAMPIONSHIP RECORD | Men’s 1500m | Silesia 2023, youtube.com, abgerufen am 3. Mai 2024
  - JASON JOSEPH ROCKETS TO CHAMPIONSHIP RECORD | 110m Hurdles | Silesia 2023, youtube.com, abgerufen am 3. Mai 2024
  - ALESSANDRO SIBILIO POWERS TO GOLD | Men’s 400m Hurdles | Silesia 2023, youtube.com, abgerufen am 3. Mai 2024
  - The great entertainer One and only Gianmarco Tamberi, youtube.com, abgerufen am 3. Mai 2024
  - Ewa Swoboda wins 100m on a home soil | Full Race Replay | Silesia 2023, youtube.com, abgerufen am 3. Mai 2024
  - Women’s 200m | Full race replay | Silesia 2023 European Athletics Team Championships, youtube.com, abgerufen am 3. Mai 2024
  - Femke Bol flies to Championship Record in 400m | Full Race Replay | Silesia 2023, youtube.com, abgerufen am 3. Mai 2024
  - Women’s 1500m | Full race replay | Silesia 2023 European Athletics Team Championships, youtube.com, abgerufen am 3. Mai 2024
  - Women’s 5000m | Full race replay | Silesia 2023 European Athletics Team Championships, youtube.com, abgerufen am 3. Mai 2024
  - Shot putter Jolien Malinga Boumkwo competing in the 100mH is another level of commitment, youtube.com, abgerufen am 3. Mai 2024
  - Women’s 4x100m | Full Race Replay | Division 1 | Silesia 2023, youtube.com, abgerufen am 3. Mai 2024
  - Wilma Murto takes the first win for Team Finland by pole vaulting to 4.71m, youtube.com, abgerufen am 3. Mai 2024
  - TUGBA DANISMAZ SETS NATIONAL RECORD | Women’s Triple Jump | Silesia 2023, youtube.com, abgerufen am 3. Mai 2024
  - Kristin Pudenz takes the first victory for Team Germany She wins women’s discus throw in 66.84m, youtube.com, abgerufen am 3. Mai 2024
  - Mixed 4x400m Heat A | Full Race Replay | Silesia 2023 European Athletics Team Championships, youtube.com, abgerufen am 3. Mai 2024
  - Mixed 4x400m Heat B | Full race replay | Silesia 2023 European Athletics Team Championships, youtube.com, abgerufen am 3. Mai 2024

- Second Division
  - HUNGARY ADVANCES | Division 2 Silesia 2023, youtube.com, abgerufen am 3. Mai 2024
  - HUNGARY DOMINATING | Day 1 Division 2 Highlights | Silesia 2023, youtube.com, abgerufen am 3. Mai 2024
  - LITHUANIA SURPRISES | Day 3 | Division 2 Highlights | Silesia 2023, youtube.com, abgerufen am 3. Mai 2024
  - SLOVENIA CHALLENGE FOR PROMOTION | Day 2 | Division 2 Highlights | Silesia 2023, youtube.com, abgerufen am 3. Mai 2024
  - Milan Trajkovic wins 110m hurdles with a season’s best 13.38 and secures 16 points for Team Cyprus, youtube.com, abgerufen am 3. Mai 2024
  - Istvan Palkovits takes 3000m steeplechase win with 8:43.82 in a tactical race, youtube.com, abgerufen am 3. Mai 2024
  - Croatian Ivan Horvat & Ukrainian Vladislav Malykhin shared pole vault victory with 5.40m jumps, youtube.com, abgerufen am 3. Mai 2024
  - Team Cyprus markes 16 points as Olivia Fotopoulou takes women’s 200m win in 22.71 personal best, youtube.com, abgerufen am 3. Mai 2024
  - Andrea Miklos wins the women’s 400m in a huge PB 50.67 and brings 16 points for Team Romania, youtube.com, abgerufen am 3. Mai 2024
  - Women’s 4x100m Relay (HUN) | Event Highlights | Day 2 Division 2 | Silesia 2023, youtube.com, abgerufen am 3. Mai 2024
  - Marina Bekh-Romanchuk (UKR) | Triple Jump Women Event Highlights | Day 2 Division 2 | Silesia 2023, youtube.com, abgerufen am 3. Mai 2024

- Second/Third Division
  - Marina Bekh-Romanchuk (UKR) | Triple Jump Women Event Highlights | Day 2 Division 2 | Silesia 2023, youtube.com, abgerufen am 3. Mai 2024

- Third Division
  - TEAM IRELAND ON TOP | Division 3 Silesia 2023, youtube.com, abgerufen am 3. Mai 2024
  - AUSTRIA ON TOP | Day 1 Division 3 Highlights | Silesia 2023, youtube.com, abgerufen am 3. Mai 2024
  - GEGA MAKING HISTORY | Day 3 | Division 3 Highlights | Silesia 2023, youtube.com, abgerufen am 3. Mai 2024
  - By running 10.36 Markus Fuchs adds men’s 100m victory to confirm 100m dominance in 3rd Division, youtube.com, abgerufen am 3. Mai 2024
  - Team Luxembourg tops women’s 100m with Patrizia van der Weken’s win of 11.24, youtube.com, abgerufen am 3. Mai 2024
  - Team Ireland returns fire with Louise Shanahan’s 800m win in 2:03.39, youtube.com, abgerufen am 3. Mai 2024
  - Sarah Lavin adds 15 points for Team Ireland by winning 100mH with 12.82, youtube.com, abgerufen am 3. Mai 2024